# Ranspach-le-Bas
Ranspach-le-Bas è un comune francese di 675 abitanti situato nel dipartimento dell'Alto Reno nella regione del Grand Est.

## Società

### Evoluzione demografica
Abitanti censiti